# Confindustria

Logo de ConfIndustria.

La Confederació General de la Indústria Italiana, coneguda com a Confindustria  (Confederazione Generale dell'Industria Italiana), és la principal organització representativa de les empreses manufactureres i de serveis italianes, agrupant de forma voluntària a unes 142.000 empreses, amb un total de més de 5.200.000 membres. Forma part de la International Organization of Employers (IOE).

## Presidents de Confindustria
- 1910 - 1913 Luigi Bonnefon
- 1913 - 1918 Ferdinando Bocca
- 1918 - 1919 Dante Ferraris
- 1919 Giovanni Battista Pirelli
- 1919 - 1920 Giovanni Silvestri
- 1920 - 1921 Ettore Conti
- 1922 - 1923 Raimondo Targetti
- 1923 - 1934 Antonio Stefano Benni
- 1934 Alberto Pirelli
- 1934 - 1943 Giuseppe Volpi di Misurata
- 1943 Giovanni Balella
- 1943 Giuseppe Mazzini
- 1944 - 1945 Fabio Friggeri
- 1945 - 1955 Angelo Costa
- 1955 - 1961 Alighiero De Micheli
- 1961 - 1966 Furio Cicogna
- 1966 - 1970 Angelo Costa
- 1970 - 1974 Renato Lombardi
- 1974 - 1976 Giovanni Agnelli
- 1976 - 1980 Guido Carli
- 1980 - 1984 Vittorio Merloni
- 1984 - 1988 Luigi Lucchini
- 1988 - 1992 Sergio Pininfarina
- 1992 - 1996 Luigi Abete
- 1996 - 2000 Giorgio Fossa
- 2000 - 2004 Antonio D'Amato
- 2004 - 2008 Luca Cordero di Montezemolo[1]
- 2008 - 2012 Emma Marcegaglia[2]